# Sport i Italien

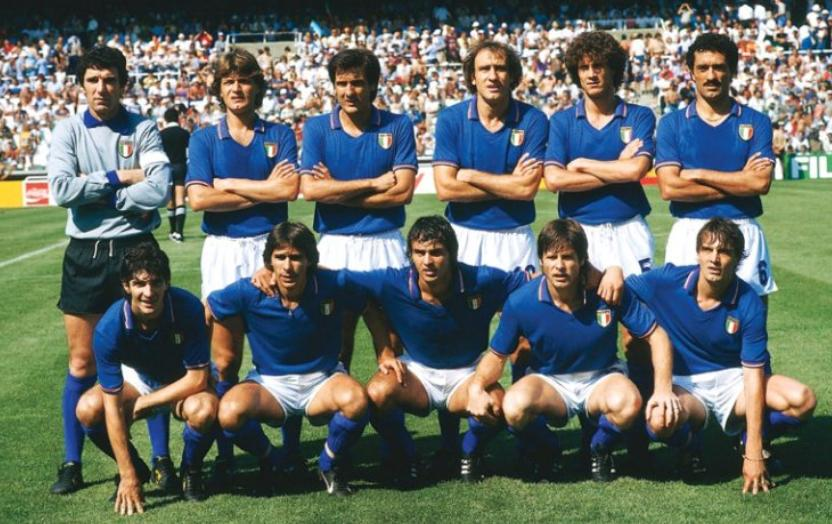
Italiens herrlandslag i fotboll 1982.

Sport Italien har en lång tradition. Italien har presterat framgångsrikt i många grenar, både individuella och lagsporter. Framför allt är fotboll populärt, men även basketboll, volleyboll, och cykelsport, där det finns många traditioner. Italien har också starka traditioner inom rugby union, tennis, friidrott, fäktning, och vintersport.
Italien arrangerade olympiska vinterspelen 1956 (Cortina d'Ampezzo) och 2006 (Turin), samt sommarspelen 1960 (Rom). VM i fotboll 1934 och VM i fotboll 1990 spelades i Italien.

### Fotnoter
1. ↑  ”World Cup 1934 finals” (på engelska). RSSSF. 11 mars 1934. http://www.rsssf.com/tables/34full.html. Läst 29 juli 2014.
2. ↑  ”World Cup 1990” (på engelska). RSSSF. 11 mars 1990. Arkiverad från originalet den 11 maj 2011. https://web.archive.org/web/20110511104746/http://www.rsssf.com/tables/90full.html. Läst 29 juli 2014.